# Candy Clark
Pour les articles homonymes, voir Clark.
Candy Clark, née Candace June Clark, est une actrice américaine née le 20 juin 1947 à Norman (Oklahoma). Elle est principalement connue pour son rôle de Debbie Dunham dans American Graffiti (1973), qui lui valut une nomination à l'Oscar de la meilleure actrice dans un second rôle, et pour celui de Mary-Lou aux côtés de David Bowie dans L'Homme qui venait d'ailleurs (1976).

## Filmographie sélective
- 1972 : La Dernière Chance (Fat City) de John Huston : Faye
- 1973 : American Graffiti de George Lucas : Debbie Dunham
- 1976 : L'Homme qui venait d'ailleurs (The Man Who Fell to Earth) de Nicolas Roeg : Mary-Lou
- 1976 : James Dean de Robert Butler (téléfilm) : Chris White
- 1977 : C'est toujours oui quand elles disent non (I Will, I Will... for Now) de Norman Panama : Sally Bingham
- 1978 : Le Grand Sommeil (The Big Sleep) de Michael Winner : Camilla Sternwood
- 1978 : Starcrash - Le Choc des étoiles (Scontri stellari oltre la terza dimensione) de Luigi Cozzi : Stella Star (voix)
- 1979 : American Graffiti, la suite (More American Graffiti) de Bill L. Norton : Debbie Dunham
- 1981 : Sois belle et tais-toi de Delphine Seyrig : elle-même
- 1982 : Épouvante sur New York (Q: The Winged Serpent) de Larry Cohen : Joan
- 1983 : Tonnerre de feu (Blue Thunder) de John Badham : Kate
- 1983 : Amityville 3D - Le démon de Richard Fleischer : Melanie
- 1985 : Cat's Eye de Lewis Teague : Sally Ann
- 1987 : Comme un chien enragé (At Close Range) de James Foley : Mary Sue
- 1988 : Le Blob (The Blob) de Chuck Russell : Fran Hewitt
- 1992 : Buffy, tueuse de vampires (Buffy the Vampire Slayer) de Fran Rubel Kuzui : Mme Summers
- 2000 : Cherry Falls de Geoffrey Wright : Marge Marken
- 2007 : Zodiac de David Fincher : Carol Fisher
- 2009 : The Informant! de Steven Soderbergh : La mère de Mark Whitacre
- 2012 : Esprits criminels : Mère de JJ
- 2017 : Twin Peaks (saison 3) : Doris Truman

## Distinctions
- Oscar de la meilleure actrice dans un second rôle pour American Graffiti
- Saturn Award de la meilleure actrice dans un second rôle pour Tonnerre de feu

## Vie privée
Candy Clark s'est mariée avec l'acteur Marjoe Gortner.